# 歌川芳景
歌川 芳景（うたがわ よしかげ、生年不明 - 明治25年〈1892年〉）とは、明治時代の浮世絵師。

## 来歴
歌川国芳の門人。本姓は齋藤、俗称亀吉。歌川の画姓を称す。横浜に住み、専ら輸出用の絵を描いたと伝わる。明治6年（1873年）建立の一勇斎歌川先生墓表に名がある。門人に歌川景久、歌川景虎がいる。